# كاستل دل ريو
كاستل دل ريو (بالإيطالية: Castel del Rio)‏ هي بلدية في مقاطعة بولونيا في إقليم إميليا رومانيا الإيطالي.

## السكان
في سنة 1861 بلغ عدد السكان 2٬323 نسمة، وتطور العدد ليصل في سنة 2011 لـ 1٬230 نسمة.
يظهر هذا المخطط البياني تطور النمو السكاني لـ كاستل دل ريو